# Sidney Buchman
Sidney Buchman (Duluth, 27 de março de 1902 - Cannes, 23 de agosto de 1975) foi um roteirista e produtor cinematográfico estadunidense. Ele ganhou o Oscar de melhor roteiro adaptado pelo filme Que Espere o Céu (1941). Buchman também escreveu o roteiro de A Mulher Faz o Homem estrelado por James Stewart, em 1939.
Ele também produziu e escreveu o roteiro para a versão de 1949 de Trovador Inolvidável, com Larry Parks, e colaborou em Cleópatra (1963), estrelado por Elizabeth Taylor e Richard Burton. 